# 매스월드
매스월드(MathWorld)는 인터넷에 있는 온라인 수학 참고 사이트이다. 이 사이트는 에릭 웨이스타인과 기타 기여자들에 의해 개설되었다. 유명한 기호 연산 소프트웨어인 매스매티카를 만든 월프럼 연구소의 후원으로 운영되고 있다. 이 사이트는 또한 미국 국립 과학 재단 디지털 도서관의 후원도 일부 받고 있다.

## 역사
사이트를 처음 만든 에릭 웨이스타인(Eric W. Weisstein)은 물리학과 천문학을 전공하던 대학생 시절 자신이 배운 내용을 메모하여 정리하곤 했으며, 수학서적 독서를 통해 상당량의 메모를 보유하고 있었다. 1995년 이 내용을 인터넷 사이트에 올려 "에릭의 수학 보물창고"(Eric's Treasure Trove of Mathematics)라는 이름의 사이트를 만들었다. 이 사이트는 다양한 수학분야에 걸쳐 수백 쪽에 달하는 분량의 수학 정리와 정의 등이 간략하게 정리되어 있었다. 당시 이 사이트는 수학관련 자료로 인터넷에서 독보적인 내용을 담고 있었고 따라서 사람들이 많이 찾는 상당히 유명한 사이트가 되었다. 에릭은 계속 내용을 다듬고, 이용자들이 찾아낸 틀린 곳을 고쳐가며 사이트 내용을 보강해 나갔다. 급기야 1997년 경에는 CRC 출판과 계약을 맺어 사이트의 내용이 "CRC 콘사이스 수학 백과사전"("CRC Consie Encyclopedia of Mathematics")이란 제목으로 서적과 CD-ROM으로 출판되며, 인터넷 사이트는 내용의 일부만 공중의 접근이 허용되었다. 1999년 에릭이 월프럼 연구소에서 일하게 되고, 연구소는 사이트의 이름과 URL을 MathWorld(수학세계)와 http://mathworld.wolfram.com으로%5B깨진+링크(과거+내용+찾기)%5D 바꾸고, 인터넷 접근 제한을 풀게 된다.
2000년 CRC 출판사는 월프럼 연구 재단과 재단의 이사장 스티븐 월프럼, 사이트의 저자 에릭 웨이스타인을 계약 위반으로 고소하기에 이른다. 출판사의 주장은 매스월드의 컨텐츠는 출판물로만 제공되어야 한다는 것이었다. 사이트는 법원의 판결로 문을 닫게 된다. 이 건은 후에 재판장 밖에서 월프럼 연구소가 특정양의 금액을 지불한 후에 합의에 이르게 된다. 합의 내용에는 웹사이트의 아래쪽에 저작권 표시가 들어가야 하며, CRC 출판사 측에 매스월드의 내용을 서적의 형태로 출판할 수 있는 광범위한 권리를 갖는다는 것이 포함되어 있다. 이로써 사이트는 다시 일반에게 자유롭게 공개되게 된다.
이 사건은 여러 인터넷 매체에 머릿기사를 장식한다. 일부는 CRC 출판사측의 사리사욕을 비판하며, 자유로운 인터넷 백과사전을 돌려줄 것을 요구했다.
많은 사람들이 인터넷에서 자유롭게 제공되는 수학 백과사전에 목말라했다. 매스월드가 잠시 문을 닫고 있는 동안 새롭게 처음부터 자유로운 수학 백과사전을 시작하려 한 사례가 있었다. 그중에 가장 유명하며 현재까지 그 명맥을 유지하는 것에는 플래닛매스(PlanetMath)와 위키백과가 있다. 그러나 플래닛매스는 위키백과와 달리 많은 오류로 비판받았다.

## 울프럼 알파
울프럼매스월드의  매스매티카가 온라인상에서 공개한 울프럼 알파는 검색엔진으로서 뿐만아니라  입력한 공식을 받아들여 그래픽 연산을 보여주는것으로도 유명하다.

## 같이 보기
- EOM
- 플래닛매스